# Johan Wilhelm Manstadt

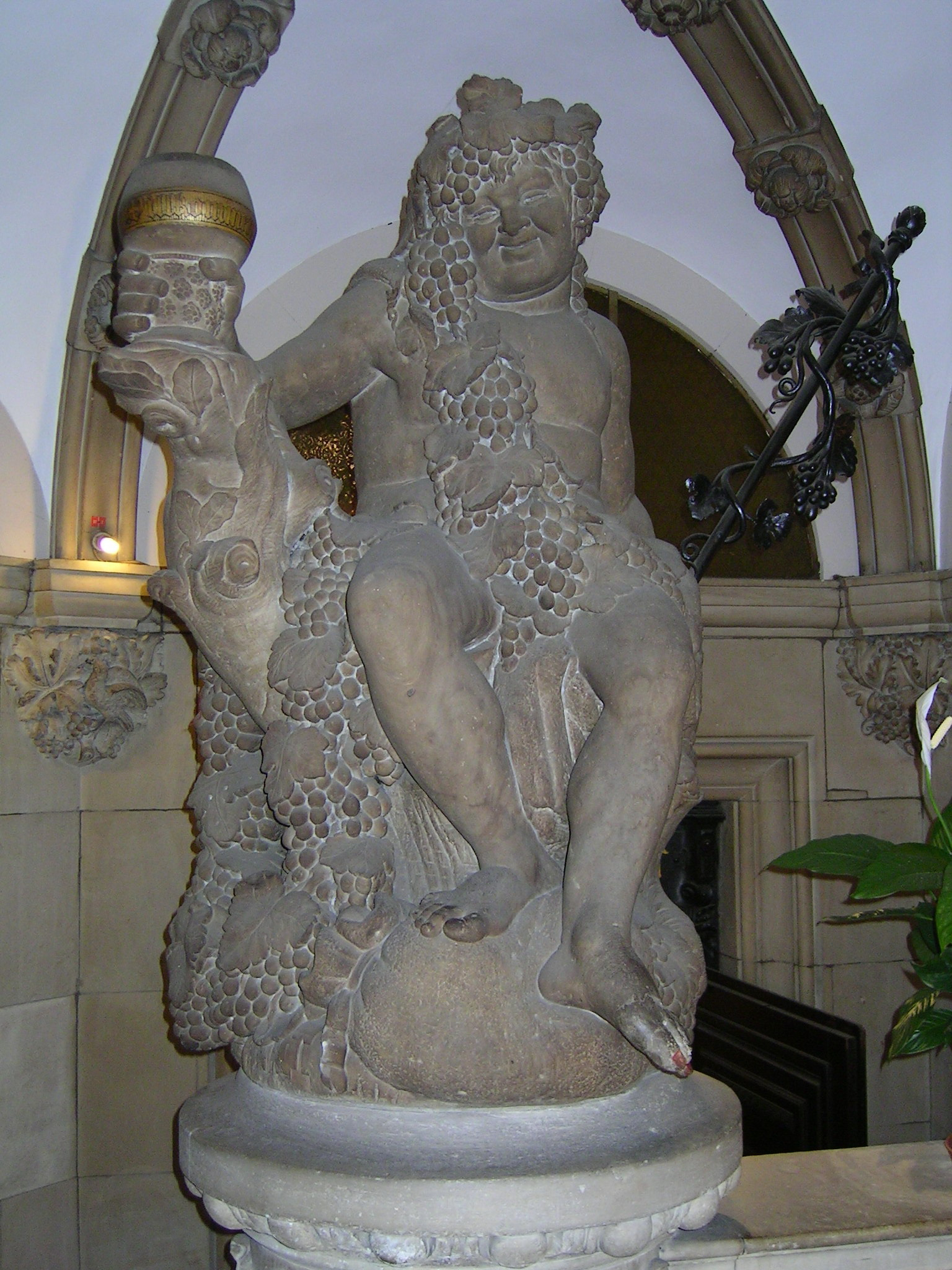
Bacchusskulptur för Eimbecksches hus i Hamburg, utförd av Manstadt.

Johan Wilhelm Manstadt född 16 juni 1722 i Sverige, död 20 juli 1788 i Hamburg, var en svensk skulptör och bildhuggare verksam i Hamburg.
Mycket lite är känt om Manstadts liv och uppväxt. Man vet att han var verksam i Hamburg från 1770-talet och att han omnämndes som en duktig yrkesman. Bland hans större arbeten i Hamburg märks utsmyckningar för Hamburgs rådhus där han bland annat utförde två statyer för huvudportalen. Han utförde dessutom en rad beställningar av allegoriska grupper, vapensköldar och statyer bland annat för släkten Eimbecksche. Tyvärr har mycket av hans arbeten förstörts under åren av bränder och krig.